# علي أمين
علي أمين يوسف (21 فبراير 1914 - 3 أبريل 1976)، هو صحفي مصري أسس دار أخبار اليوم مع توأمه مصطفى أمين.

## النشأة
ولد علي أمين في 21 فبراير عام 1914، ووالدته هي ابنة شقيقة زعيم الأمة سعد زغلول، وقضى علي أمين وشقيقه مصطفى أمين طفولتهما وصباهما في بيت الأمة في كنف الزعيم سعد زغلول.
عاشا فترة من صباهما في مدينة دمياط لظروف عمل والدهما، وهناك تعرفا على جلال الدين الحمامصي وامتدت صداقتهم إلى آخر العمر.

## الصحافي الصغير

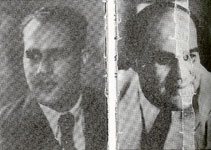
علي ومصطفى أمين

بدأ علي أمين حياته الصحفية في عام 1922م، حيث كان عمره ثمان سنوات، وأصدر مع شقيقه مجلة اسمها «الحقوق» مكتوبة بالقلم الرصاص وتحتوي على أخبار البيت، الضيوف والزوار والأم والبيت والطباخ والشغالة، وعام 1924م أصدرا مجلة «سنة ثالثة ثالث» ثم أصدرا مجلة «عمارة البالي» لأولاد الحي الذي يقيمان فيه.

## تأسيس أخبار اليوم
وعام 1928م فصل علي أمين من المدرسة لأنه صفع حكمدار الغربية الذي حاول الاعتداء على مصطفى النحاس باشا في مدينة طنطا. وكان عمر علي وقت ذاك أربعة عشر عاما فاكتفوا بفصله من المدرسة، وعام 1930 صدر عفو عنه ودخل المدرسة الخديوية، ثم شارك في إضراب احتجاجا على تعطيل دستور 1923 ثم التحق بالجامعة الأمريكية وحصل على البكالوريا وسافر عام 1931 إلى إنجلترا وحصل على بكالوريوس الهندسة عام 1936. وإنضم هناك إلى فريق الملاكمة وأصبح من لاعبيها المشهورين، وعاد إلى مصر وعين مهندسا باليومية في مصلحة الميكانيكا والكهرباء، وأختير عام 1941 مديرا لمكتب وزير التموين، ثم مديرا لمكتب وزير المواصلات ومديرا لمكتب وزير المالية عام 1942. وعام 1943 مديرا عاما للمستخدمين والمعاشات، وعام 1944 في نوفمبر تفرغ مع مصطفى أمين لإصدار جريدة أخبار اليوم.
وعام 1945 اشتريا مجلة آخر ساعة من محمد التابعي. وفي مؤسسة أخبار اليوم أصدرا مجلة «آخر لحظة» عام 1948 ومجلة الجيل الجديد عام 1951 وفي 18 يونيو عين نائبا لرئيس مجلس إدارة دار أخبار اليوم. وفي 7 أغسطس عام 1961 تولى رئاسة تحرير صحف دار الهلال، و30 مارس عام 1962 رئيسا لمجلس إدارة دار الهلال، وفي 18 إبريل عام 1964 تولى رئاسة تحرير أخبار اليوم وأصدر مجلة «هي» وفي 2 مايو عام 1965 أصبح رئيس تحرير.

## علي أمين وعيد الأم
في مقاله اليومي فكرة، طرح علي أمين فكرة الاحتفال بعيد الأم قائلا: لم لانتفق على يوم من أيام السنة نطلق عليه يوم الأم ونجعله عيدا قوميا في بلادنا وبلاد الشرق. وفي هذا اليوم يقدم الأبناء لأمهاتهم الهدايا الصغيرة ويرسلون للأمهات خطابات صغيرة يقولون فيها شكرا أو ربنا يخليك، لماذا لا نشجع الأطفال في هذا اليوم أن يعامل كل منهم أمه كملكة فيمنعوها من العمل. ويتولوا هم في هذا اليوم كل أعمالها المنزلية بدلا منها ولكن أي يوم في السنة نجعله 'عيد الأم'؟
وبعد نشر المقال بجريدة 'الأخبار' اختار القراء تحديد يوم 21 مارس وهو بداية فصل الربيع ليكون عيدا للأم ليتماشي مع فصل العطاء والصفاء والخير.

## وفاته
توفى علي أمين في 4 ربيع الآخر 1396 هـ الموافق 3 أبريل 1976م، أما مصطفى فتوفى في 5 ذو الحجة 1418 هـ / 13 أبريل 1997م).